# لمى السليمان
لمى السلمان هي سيدة أعمال سعودية ونائب رئيس غرفة جدة للتجارة والصناعة في المملكة العربية السعودية، كما أنها عضو مجلس إدارة في مركز خديجة بنت خويلد لسيدات الأعمال التابع لغرفة تجارة جدة، وهو مركز فعال لسيدات الأعمال في المملكة العربية السعودية. وهي حالياً عضو مجلس إدارة في مجموعة شركات «رولاكو للتجارة والمقاولات» و«المعهد الوطني للخدمات الصحية» و«مؤسسة ناشيونال هوم للرعاية الصحية» و«الدائرة الاقتصادية والاجتماعية لمنطقة مكة المكرمة».

## التعليم
لمى عبد العزيز السليمان من مواليد المملكة العربية السعودية عام 1966م. درست في مدارس دار الحنان، وتخرجت من جامعة الملك عبد العزيز في تخصص الكيمياء الحيوية، وتابعت دراستها العليا في مجال التغذية في «كينغز كولدج» (جامعة لندن) في المملكة المتحدة، وحصلت منها على شهادتي الماجستير والدكتوراه. 

## الحياة العملية
عملت 15 عاماً في مركز الملك فهد للأبحاث، ثم تقلدت منصب رئيسة مركز خديجة بنت خويلد لسيدات الأعمال التابع لغرفة تجارة جدة، ثم عضو مجلس إدارة الغرفة، وحالياً تشغل منصب نائب رئيس الغرفة التجارية الصناعية في مدينة جدة.

### انتخابات غرفة جدة
حققت الدكتور لمى السليمان خطوة تاريخية بفوزها بالتصويت حيث انضمت إلى عشرة من الرجال تم انتخابهم لمجلس إدارة غرفة تجارة وصناعة جدة بوجود 21000 عضو مخول للتصويت وباختيار 71 مرشح. تعتبر لمى السليمان المرأة الأولى في المملكة التي تصل إلى مجلس إدارة غرفة تجارية بالانتخاب مرتين متتاليتين، وهو انجاز غير مسبوق وصعب في ظل بعض العقبات الاجتماعية التي تواجهها المرأة السعودية بسبب بعض العادات والتقاليد. تضع لمى السليمان من بين أهم أولوياتها خلق وظائف للمرأة السعودية من خلال توظيف عدد كبير من الفتيات في مواقع مختلفة وفي وظائف ذات عائد جيد، وبمزايا تكفل حياة كريمة وتخصيص خطوط إنتاج نسائية بالكامل في العديد من الشركات والمؤسسات في المملكة العربية السعودية، وتوفير أماكن لعمل الفتيات داخل المنشآت دون الحاجة لفصلهن في مبان مستقلة.

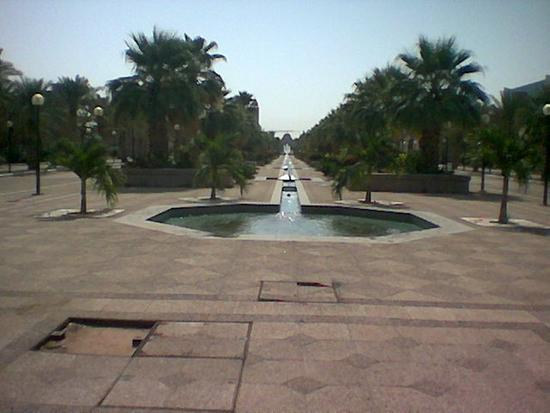
جامعة الملك عبد العزيز

وأكدت لمى السليمان أن فوزها كامرأة وحيدة في انتخابات غرفة جدة لهذا العام دليل على أهمية مشاركة المرأة للرجل في مجتمع الأعمال في محافظة جدة قائلة: «اختياري كامرأة وحيدة في الانتخابات يدل على أن مجتمع جدة متفهم جداً لضرورة وجود المرأة في الأعمال. كما ان اختيار المرشحين جاء بناء على احتياجات قطاع الأعمال في السعودية، وسنعمل على تلبية هذه الاحتياجات ونسعى إلى ذلك، فالتصويت يمثل مسؤولية كبيرة تقع على عاتق المرشح، وهذا الفوز يعكس الجهود الكبيرة التي يمكن للمرأة القيام بها. لذلك فأنا أقدم فوزي في الانتخابات هدية إلى جميع سيدات الأعمال السعوديات». 
وتعتبر لمى السليمان المرأة الأولى في السعودية التي تصل إلى مجلس إدارة غرفة جدة للتجارة والصناعة مرتين متتاليتين عبر فوزها بالانتخابات. ويعد ذلك إنجازاً غير مسبوق وصعباً في ظل بعض العقبات الاجتماعية التي تواجهها المرأة السعودية وتضيف: «هناك بعض المرشحين الإسلاميين الذين رفضوا مبدأ الاختلاط في الغرفة التجارية، وأقول لهم بأن دخول التيار الإسلامي إلى غرفة جدة لن يمنع عمل المرأة لأن جميع النساء في الغرفة التجارية سعوديات وجميعهن متمسكات بالعادات والتقاليد ويحرصن على خدمة بلدهن، فمن يرفض وجود النساء في الغرفة سيعمل على تغيير رأيه بعد أن يتعرف علينا ويعلم بأهدافنا». وتمنت السليمان من وزير التجارة عبد الله زينل أن ينظر إلى ضرورة وجود المرأة خلال التعيين الرسمي من قبل الوزارة للمرشحين الذين لم يحالفهم الحظ في الفوز بالانتخابات، مشيرة إلى أن "صوتاً واحداً للمرأة داخل أروقة غرفة جدة التجارية والصناعية لا يكفي ولن يكون مسموعاً». نجحت لمى السليمان بالحصول على مقعد في المجلس البلدي لجدة وذلك بعد ترشحها للمشاركة والعديد من النساء لأول مرة في المملكة في الانتخابات البلدية في ديسمبر 2015م، ولكنها ما لبثت أن استقالت من المجلس بعد ذلك.

## نضال
لم يتوقف مشوار لمى عند نيل شهادة الدكتوراه، لكنها سلكت طريق التحديات الكثيرة، حيث عملت على تأسيس نادي المرأة للياقة البدنية، كما أصبحت واحدة من بين النساء اللواتي تم اختيارهن كأعضاء في الغرفة التجارية. كان ذلك في فترة نضالها لفترة طويلة مع مرض السرطان. كما عملت لمدة 14 عاماً في مركز الملك فهد للبحوث الطبية كاختصاصية مختبر وانخرطت في العمل بالجمعيات الخيرية، ولها وقتذاك زيارات عديدة للمجتمعات الريفية في جدة لتوفير احتياجات الناس قبل أن تنضم إلى مركز خديجة بنت خويلد لسيدات الأعمال. وفي عام 2005م حققت لقب أول امرأة سعودية تفوز في مجلس إدارة غرفة جدة. كما اختيرت كإحدى قيادات العرب الشباب من المنتدى الاقتصادي العالمي وهي في نفس الوقت مديرة المعهد الوطني للخدمات الصحية ومؤسسة الرعاية الصحية المنزلية الوطنية والدائرة الاقتصادية والاجتماعية لمنطقه مكة المكرمة وعضو القيادات العربية الشابة وعضو مجلس الأعمال السعودي الفرنسي ورئيس الوفد السعودي لتمثيل القطاع الخاص في منظمة العمل الدولية، كما تشغل منصب نائب رئيس مجلس إدارة الغرفة التجارية واختيرت ضمن أقوى مائة شخصية.

## العضويات
- عضو مجلس إدارة شركة رولاكو للتجارة والتعهدات بجدة، شريكة ومالكة نادي ومنتجع شامل للسيدات بجدة.
- عضو مجلس إدارة بالغرفة التجارية الصناعية بمحافظة جدة، وعضو مجلس إدارة في مركز السيدة خديجة بنت خويلد لسيدات الأعمال، ورئيسة مجلس جدة لتنمية الموارد البشرية (مكتب تسهيل).
- عضو في مجلس الأعمال السعودي الفرنسي، وعضو جمعية سعفة القدوة الحسنة لمحاربة الفساد وتشجيع الشفافية والنزاهة في العمل.
- عضو الوفد السعودي لمنظمة العمل الدولية لتمثيل القطاع الخاص.
- 2004/2008م عضو مجلس الدائرة الاقتصادية والاجتماعية بإمارة مكة المكرمة (لجنة مكافحة الفقر).
- 1999/2008م عضو المؤسسة الخيرية الوطنية للرعاية الصحية المنزلية فرع المنطقة الغربية (رئيسة الرعاية الصحية المنزلية في مستشفى الجامعة).
- عضو منظمة القيادات العربية الشابة لتعزيز قدرات الشباب، التابع للملتقى العالمي الاقتصادي في دافوس.
- عضو مجلس إدارة المعهد السعودي الصحي للخدمات الصحية. 1990/2002م مركز الملك فهد للأبحاث، مستشفى جامعة الملك عبد العزيز (أمراض السكر والثلاسيميا) (فني مختبر) 1989/ 1990 مستشفى الملك فهد للقوات المسلحة بجدة (فني مختبر).[1]